# Force (Superfly專輯)
《Force》為日本歌手Superfly於2012年9月19日發行之第四張原創錄音室專輯。

## 簡介
2012年4月4日於配信的錄音室LIVE《Superfly TV》提到9月會發行專輯，與上張專輯《Mind Travel》相隔約1年3個月。
收錄了《品味愛》、《如明月一般/The Bird Without Wings》兩張單曲共11首歌。
本作因出道5周年紀念而發行了4種版本。通常盤僅收錄錄音室歌曲，初回限定盤附贈6月到7月間舉辦的粉絲俱樂部限定的演唱會「Live 4th You」的7月12日在Zepp DiverCity公演的歌曲完全收錄属、5周年記念生産限定盤則是收錄初回限定盤的内容並附贈錄音室歌曲的黑膠唱片以及5周年記念海報、羅森限定盤則附贈音樂錄影帶以及「Self Liner Notes」的DVD。
發行當日依照慣例舉行了免費演唱會，地點則選在首張專輯《Superfly》發型演唱會的代代木公園野外舞台。
本作也獲得公信榜周榜冠軍，為出道以來4張專輯連續（若包含《Wildflower & Cover Songs:Complete Best 'TRACK 3'》為5作連續）冠軍。是繼女性個人歌手安室奈美惠、倉木麻衣、宇多田光後6年3個月以來在次創下的記錄，為史上第4人。

## 發行版本
- 共4種版本

### CD ONLY【通常盤】
- 僅收錄11首錄音室歌曲

### 2CD【初回限定盤】
- 收錄11首錄音室歌曲
- 附贈演唱會歌曲CD

### 2CD【5周年限定生產盤】
- 收錄11首錄音室歌曲
- 附贈演唱會歌曲CD
- 附贈11首錄音室歌曲的黑膠唱片
- 5周年紀念海報

### CD+DVD【羅森限定盤】
- 收錄11首錄音室歌曲
- 附贈收錄音樂錄影帶以及Self Liner Notes的DVD

## 曲目

### CD
- 各版本的CD1、CD2及黑膠唱片的曲順皆一致

Produced & Arrangement：蔦谷好位置

Basic Arrangement：多保孝一
1. Force
作詞：越智志帆　作曲：多保孝一
  - 朝日電視台連續劇《Doctor-X～外科醫·大門未知子～》』主題歌[2]。
  - 2012年10月31日に16thシングル（「STARS」を除く）としてシングルカットされた[3]。
2. Nitty Gritty
作詞：越智志帆　作曲：多保孝一
標題的意思為「核心」。
3. No Bandage
  - 作詞：越智志帆　作曲：多保孝一、越智志帆
  - 在專輯發行前2年就已經完成，原本預定做為單曲的B面曲發行。
  - 電影《黑金丑島君》形象歌曲[4]。
4. 如明月一般（輝く月のように）
  - 作詞：越智志帆、jam　作曲：多保孝一
  - 15th單曲第1曲目。
  - TBS連續劇《サマーレスキュー〜天空の診療所〜》主題歌。
5. 品味愛（愛をくらえ）
  - 作詞：越智志帆　作曲：多保孝一
  - 14th單曲。
  - 電影《搬運你的未來》主題歌。
6. 終焉
  - 作詞・作曲：越智志帆
  - 僅有本曲非多保所作。
7. 平成長者智人（平成ホモサピエンス）
  - 作詞：越智志帆　作曲：多保孝一
  - 於「Superfly TV」首次公開。
8. Get High!!～腎上腺素～（Get High!! ～アドレナリン～）
  - 作詞：越智志帆　作曲：多保孝一
  - サンスター「VO5」廣告曲。
9. 919
  - 作詞：越智志帆　作曲：多保孝一
  - TBS電視台《A-Studio》主題曲。
10. The Bird Without Wings
  - 作詞：越智志帆　作曲：多保孝一
  - 15th單曲第2曲目。
  - 電影《黑金丑島君》主題歌。
11. 起立鼓掌（スタンディングオベーション）
  - 作詞：越智志帆　作曲：多保孝一

### DVD
1. 品味愛 Music Video
2. Music Video
3. 4th Album「Force」Self Liner Notes

## 資料來源
1. ↑  . オリコン. 2012-09-25  [2012-09-26]. （原始内容存档于2012-10-09）.
2. ↑  . 毎日新聞. 2012-09-11  [2012-09-23].[永久]
3. ↑  . ナタリー. 2012-09-28  [2012-10-07]. （原始内容存档于2012-10-07）.
4. ↑  . BARKS. 2012-05-20  [2012-09-19]. （原始内容存档于2014-02-02）.

## 外部連結
- 日本華納音樂的介紹
  - 初回生産限定盤
  - 通常盤
  - 5周年記念生産限定盤
  - ローソン限定盤